# شورش اعراب در فلسطین (۱۹۳۶–۱۹۳۹)
قیام مردمی اعراب فلسطینی در فلسطین تحت قیمومیت بریتانیا علیه حکومت بریتانیا که بعدها با نام قیام بزرگ، شورش بزرگ فلسطین، یا انقلاب فلسطین، شناخته شد، از سال ۱۹۳۶ تا ۱۹۳۹ ادامه یافت. این جنبش به دنبال استقلال از حکومت استعماری بریتانیا و پایان حمایت بریتانیا از صهیونیسم، از جمله مهاجرت یهودیان و فروش زمین به یهودیان بود.
این قیام در اوج هجوم مهاجران یهودی اروپایی و با افزایش مشکلات فلاحان روستایی بی‌زمین که برای فرار از فقر مطلق به مراکز شهری نقل مکان می‌کردند، رخ داد. از زمان نبرد تل حی در سال ۱۹۲۰، یهودیان و اعراب درگیر چرخه‌ای از حملات و ضدحملات بودند و جرقه اولیه قیام، قتل دو یهودی توسط یک گروه قسامی و قتل تلافی‌جویانه دو کارگر عرب توسط مردان مسلح یهودی بود، حوادثی که باعث شعله‌ور شدن خشونت در سراسر فلسطین شد. یک ماه پس از ناآرامی‌ها، امین الحسینی، رئیس کمیته عالی اعراب و مفتی اورشلیم، ۱۶ مه ۱۹۳۶ را «روز فلسطین» اعلام کرد و خواستار اعتصاب عمومی شد. دیوید بن گوریون، رهبر یه‌شو، آرمان‌های اعراب را ترس از افزایش قدرت اقتصادی یهودیان، مخالفت با مهاجرت گسترده یهودیان و ترس از همذات‌پنداری بریتانیا با صهیونیسم توصیف کرد.
اعتصاب عمومی از آوریل تا اکتبر ۱۹۳۶ ادامه داشت. این شورش اغلب بر اساس دو مرحله مجزا تحلیل می‌شود. مرحله اول به عنوان مقاومت مردمی خودجوش آغاز شد که توسط کمیته عالی عرب شهری و نخبه‌گرا مورد استفاده قرار گرفت و به جنبش شکلی سازمان‌یافته بخشید که عمدتاً بر اعتصابات و سایر اشکال اعتراض سیاسی متمرکز بود تا به یک نتیجه سیاسی دست یابد. تا اکتبر ۱۹۳۶، این مرحله توسط دولت مدنی بریتانیا با استفاده از ترکیبی از امتیازات سیاسی، دیپلماسی بین‌المللی (شامل حاکمان عراق، عربستان سعودی، ماوراء اردن و یمن) و تهدید حکومت نظامی شکست خورد. مرحله دوم که در اواخر سال ۱۹۳۷ آغاز شد، یک جنبش مقاومت به رهبری دهقانان بود که توسط سرکوب بریتانیا در سال ۱۹۳۶ برانگیخته شد که در آن نیروهای بریتانیایی به‌طور فزاینده‌ای هدف قرار گرفتند، زیرا خود ارتش نیز به‌طور فزاینده‌ای روستاهایی را که فکر می‌کرد از شورش حمایت می‌کنند، هدف قرار می‌داد. در طول این مرحله، شورش به طرز وحشیانه‌ای توسط ارتش بریتانیا و نیروی پلیس فلسطین با استفاده از اقدامات سرکوبگرانه‌ای که هدفشان ارعاب کل جمعیت و تضعیف حمایت مردمی از شورش بود، سرکوب شد. نقش غالب‌تر در سمت عرب توسط طایفه نشاشیبی ایفا شد، که حزب دفاع وطنی آن به سرعت از کمیته عالی شورشی عرب به رهبری جناح رادیکال امین الحسینی خارج شد و در عوض با بریتانیا همراه شد و "فصیل السلام" ("گروه‌های صلح") را با هماهنگی ارتش بریتانیا علیه واحدهای "فصیل" (به معنای واقعی کلمه "گروه‌ها") ملی‌گرا و جهادی عرب اعزام کرد.
طبق آمار رسمی بریتانیا که کل شورش را پوشش می‌دهد، ارتش و پلیس بیش از ۲۰۰۰ عرب را در نبرد کشتند، ۱۰۸ نفر به دار آویخته شدند و ۹۶۱ نفر به دلیل آنچه که آنها «فعالیت‌های باندی و تروریستی» توصیف کردند، جان باختند. ولید خالدی در تحلیلی از آمار بریتانیا، تلفات اعراب را ۱۹۷۹۲ نفر تخمین می‌زند که ۵۰۳۲ نفر از آنها کشته شده‌اند ۳۸۳۲ نفر توسط بریتانیایی‌ها کشته شدند و ۱۲۰۰ نفر به دلیل تروریسم درون گروهی کشته شدند و ۱۴۷۶۰ نفر زخمی شدند. طبق یک تخمین، ده درصد از جمعیت بالغ مرد عرب فلسطینی بین ۲۰ تا ۶۰ سال کشته، زخمی، زندانی یا تبعید شدند. تخمین تعداد یهودیان فلسطینی کشته شده تا چند صد نفر است.
شورش اعراب در فلسطین تحت قیمومیت ناموفق بود و پیامدهای آن بر نتیجه جنگ فلسطین در سال ۱۹۴۸ تأثیر گذاشت. این شورش باعث شد که قیمومیت بریتانیا از شبه‌نظامیان صهیونیستی پیش از تشکیل دولت مانند هاگانا حمایت حیاتی کند، در حالی که در سمت اعراب فلسطینی، این شورش، رهبر اصلی اعراب فلسطینی آن دوره، الحسینی، را مجبور به تبعید کرد.